# Model de Jaynes–Cummings–Hubbard

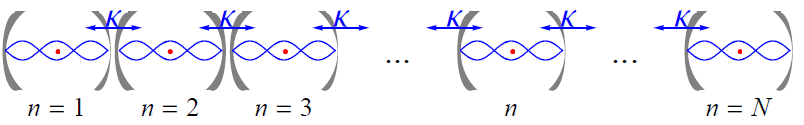
Tunnelització de fotons entre cavitats acoblades. El és la velocitat de túnel dels fotons.

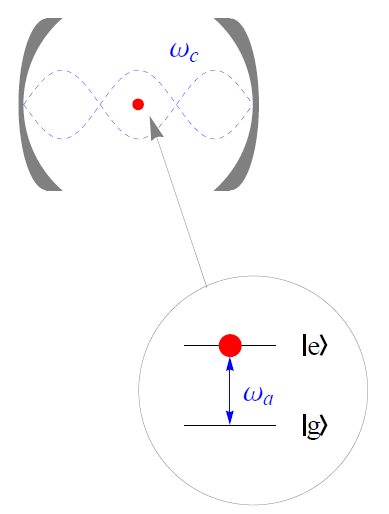
Il·lustració del model de Jaynes–Cummings. Al cercle, es mostra l'emissió i absorció de fotons.

El model de Jaynes–Cummings–Hubbard (JCH) és un sistema quàntic de molts cossos que modela la transició de fase quàntica de la llum. Com el seu nom indica, el model de Jaynes–Cummings–Hubbard és una variant del model de Jaynes–Cummings; un model JCH unidimensional consisteix en una cadena de N cavitats monomode acoblades, cadascuna amb un àtom de dos nivells. A diferència del model Bose-Hubbard competidor, la dinàmica de Jaynes-Cummings-Hubbard depèn dels graus de llibertat fotònics i atòmics i, per tant, requereixen una teoria d'acoblament fort per al tractament. Un mètode per realitzar un model experimental del sistema utilitza qubits superconductors enllaçats circularment.
El model JCH es va proposar originalment el juny de 2006 en el context de transicions de Mott per a fotons que interactuen fortament en matrius de cavitats acoblades. Una interacció diferent Es va suggerir l'esquema sincrònicament, en què quatre àtoms de nivell interactuaven amb camps externs, donant lloc a polaritons amb dinàmiques fortament correlacionades.
Utilitzant la teoria del camp mitjà per predir el diagrama de fases del model JCH, el model JCH hauria de mostrar fases aïllants i superfluides de Mott.
El Hamiltonià del model JCH és ({\displaystyle \hbar =1}):
{\displaystyle H=\sum _{n=1}^{N}\omega _{c}a_{n}^{\dagger }a_{n}+\sum _{n=1}^{N}\omega _{a}\sigma _{n}^{+}\sigma _{n}^{-}+\kappa \sum _{n=1}^{N}\left(a_{n+1}^{\dagger }a_{n}+a_{n}^{\dagger }a_{n+1}\right)+\eta \sum _{n=1}^{N}\left(a_{n}\sigma _{n}^{+}+a_{n}^{\dagger }\sigma _{n}^{-}\right)}
on {\displaystyle \sigma _{n}^{\pm }} són operadors de Pauli per a l'àtom de dos nivells a la n -èsima cavitat. El {\displaystyle \kappa } és la velocitat de túnel entre cavitats veïnes, i {\displaystyle \eta } és la freqüència de Rabi al buit que caracteritza la força d'interacció fotó-àtom. La freqüència de la cavitat és {\displaystyle \omega _{c}} i la freqüència de transició atòmica és {\displaystyle \omega _{a}}. Les cavitats es tracten com a periòdiques, de manera que la cavitat marcada per n = N +1 correspon a la cavitat n = 1. Tingueu en compte que el model presenta un túnel quàntic; aquest procés és similar a l'efecte Josephson.